# Liste der Biografien/Jou
Liste der Biografien |
Portal Biografien |
Personensuche
# |
A |
B |
C |
D |
E |
F |
G |
H |
I |
J |
K |
L |
M |
N |
O |
P |
Q |
R |
S |
T |
U |
V |
W |
X |
Y |
Z |
?
 
Ja |
Jb |
Jd |
Je |
Jh |
Ji |
Jj |
Jl |
Jn |
Jm |
Jo |
Jp |
Jr |
Js |
Jt |
Ju |
Jv |
Jw |
Jy
 
Joa–Jog |
Joh |
Joi–Jom |
Jon |
Joo |
Jop |
Jor |
Jos |
Jot |
Jou |
Jov |
Jow |
Jox |
Joy |
Joz
Die Liste der Biografien führt alle Personen auf, die in der deutschsprachigen Wikipedia einen Artikel haben. Dieses ist eine Teilliste mit 179 Einträgen von Personen, deren Namen mit den Buchstaben „Jou“ beginnt.

## Jou

### Joua
- Jouan, Romain (* 1985), französischer Tennisspieler
- Jouaner, Ché (* 1973), amerikanisch-deutscher Sänger, Tänzer und Model
- Jouanin, Christian (1925–2014), französischer Ornithologe und Naturschützer
- Jouanna, Jacques (* 1935), französischer Gräzist und Medizinhistoriker
- Jouanne, Emmanuel (1960–2008), französischer Schriftsteller
- Jouanneau, Jacques (1926–2011), französischer Schauspieler und Synchronsprecher
- Jouannest, Gérard (1933–2018), französischer Pianist, Komponist und Arrangeur
- Jouannet, Chloé (* 1997), französische Schauspielerin
- Jouannet, Thomas (* 1970), Schweizer SchauspielerThomas Jouannet (* 1970)

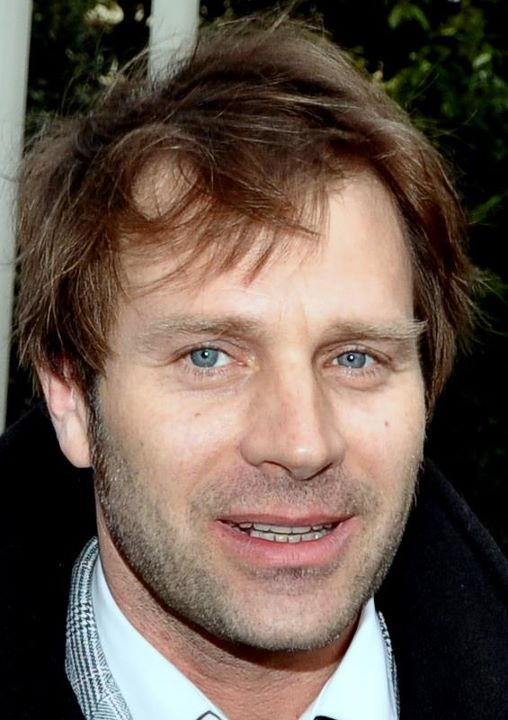
Thomas Jouannet (* 1970)

- Jouanno, Chantal (* 1969), französische Politikerin
- Jouanny, Bruce (* 1978), französischer Automobilrennfahrer
- Jouant, Jules (1863–1921), französischer Bildhauer
- Jouard, Henri Louis Ernest (1896–1938), französischer Ornithologe
- Jouas, Jan-Marc, US-amerikanischer Offizier, Generalleutnant der US Air Force
- Jouatte, Georges (1892–1969), französischer Opernsänger (Tenor) und Gesangspädagoge

### Joub
- Joubeir, Antoine (1918–1994), libanesischer Geistlicher, Erzbischof von Tripolis
- Joubert, Großmeister des Johanniterordens
- Joubert de La Bastide, Charlotte de († 1740), französische Zisterzienserin, Äbtissin des Klosters Maubuisson
- Joubert de la Ferté, Philip (1887–1965), britischer Offizier der Luftstreitkräfte des Vereinigten Königreichs
- Joubert, Barthélemy-Catherine (1769–1799), französischer General
- Joubert, Brian (* 1984), französischer Eiskunstläufer
- Joubert, Bruno (* 1950), französischer Botschafter
- Joubert, Craig (* 1977), südafrikanischer Rugby-Union-Schiedsrichter
- Joubert, Daniel (1909–1997), südafrikanischer Sprinter
- Joubert, Daniel Malan (1928–1994), südafrikanischer Tierwissenschaftler und Hochschullehrer
- Joubert, Elsa (1922–2020), südafrikanische Schriftstellerin
- Joubert, Eugene, südwestafrikanischer Bürgermeister und Naturschützer
- Joubert, Eugénie (1876–1904), französische römisch-katholische Ordensfrau, Selige
- Joubert, Fabrice, französischer Animator und Regisseur für Animationsfilme
- Joubert, Jacqueline (1921–2005), französische Fernsehmoderatorin
- Joubert, Jean-Marie (1932–2014), französischer Radrennfahrer
- Joubert, John (1927–2019), britischer Komponist südafrikanischer Herkunft
- Joubert, John (1963–1996), US-amerikanischer Serienmörder
- Joubert, Jonathan (* 1979), luxemburgischer Fußballspieler
- Joubert, Joseph (1640–1719), französischer Jesuit, Altphilologe, Romanist und Lexikograf
- Joubert, Joseph (1754–1824), französischer Moralist und EssayistJoseph Joubert (1754–1824)

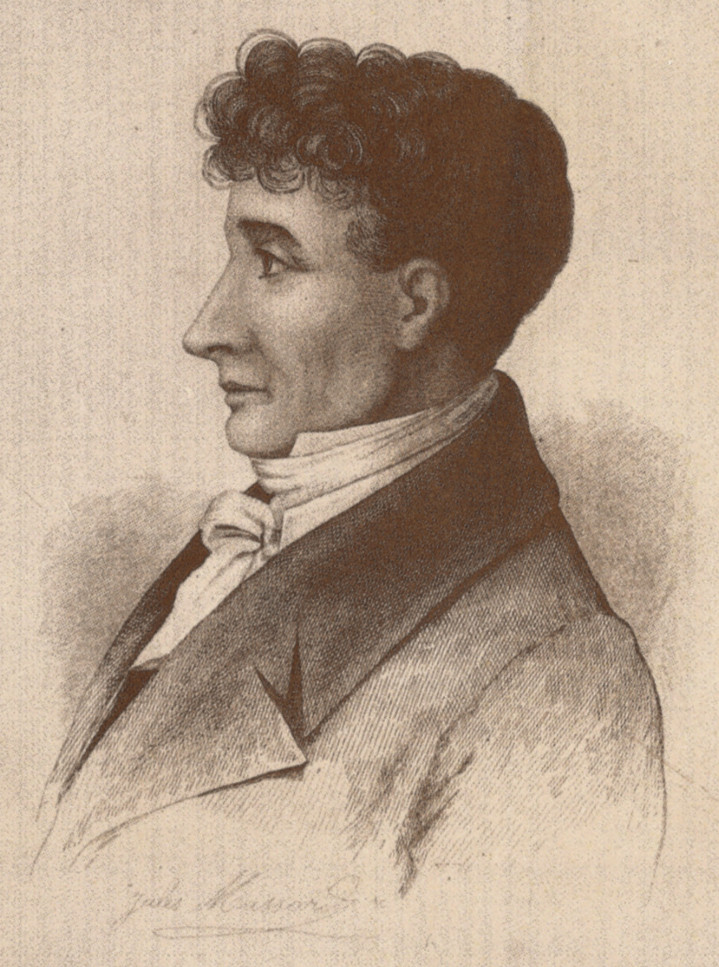
Joseph Joubert (1754–1824)

- Joubert, Laurent (1529–1582), französischer Mediziner, Chirurg und Kanzler der Medizinischen Fakultät der Universität von Montpellier
- Joubert, Léon (1851–1928), französischer Landschaftsmaler
- Joubert, Petrus Jacobus (1834–1900), südafrikanischer Burengeneral, Generalkommandant der Südafrikanischen Republik
- Joubert, Pierre (1910–2002), französischer Maler und Zeichner
- Joubert, Pierre Mathieu (1748–1815), Bischof von Angoulême, Mitglied der französischen verfassunggebenden Nationalversammlung, Politiker
- Joubert, Salomon (1941–2022), südafrikanischer Ranger, Naturschutzbiologe und Executive Director des Kruger-Nationalparks
- Joubin, Franc (1911–1997), kanadischer Geologe
- Joubin, Louis (1861–1935), französischer Meereszoologe und Molluskenspezialist
- Joubin-Bret, Anna (* 1962), französische Juristin und UN-Beamtin
- Joublanc Montaño, Luciano Eduardo (* 1949), mexikanischer Botschafter
- Joublanc Rivas, Luciano José (1896–1959), mexikanischer Botschafter
- Joubran, Salim (1947–2024), arabischstämmiger Richter am Obersten Gericht Israels
- Joubran, Wissam (* 1983), israelischer Komponist, Oud-Spieler und Gitarrenbauer

### Joud
- Joud, Abdullah al (* 1975), saudischer Langstreckenläufer
- Jouda, Ahmed Musa (* 1957), sudanesischer Langstreckenläufer
- Joudeh, Ahmad (* 1990), niederländischer Balletttänzer und Choreograf
- Joudi, Lotfi (* 1963), tunesischer Tischtennisspieler
- Joudrey, Andrew (* 1984), kanadischer Eishockeyspieler und -funktionär

### Joue
- Jouenne, Alice (1873–1954), französische Sozialistin und Lehrerin
- Jouet, Jacques (* 1947), französischer Schriftsteller, Essayist, Performer, bildender Künstler und Mitglied von Oulipo

### Jouf
- Jouffroy d’Abbans, Claude François (1751–1832), französischer Ingenieur und erster Erfinder des Dampfschiffs
- Jouffroy, Alain (1928–2015), französischer Schriftsteller, Dichter und Kunstkritiker
- Jouffroy, Arnaud (* 1990), französischer Cyclocross-, Mountainbike- und Straßenradrennfahrer
- Jouffroy, François (1806–1882), französischer Bildhauer, Bildschnitzer und Restaurator
- Jouffroy, Jean (1412–1473), französischer Kardinal und Kommendatarabt
- Jouffroy, Théodore Simon (1796–1842), französischer Publizist und Philosoph

### Joug
- Joughin, Steve (* 1959), britischer Radrennfahrer
- Jougla de Morenas, Henri (1903–1955), französischer Heraldiker
- Jouguet, Émile (1871–1943), französischer Angewandter Mathematiker und Ingenieur
- Jouguet, Léopold (1883–1953), französischer Autorennfahrer

### Jouh
- Jouhandeau, Marcel (1888–1979), französischer Autor
- Jouhaud, Edmond (1905–1995), französischer Offizier
- Jouhaux, Léon (1879–1954), französischer Gewerkschafter und Friedensnobelpreisträger
- Jouhkimainen, Joni (* 1991), finnischer Pokerspieler
- Jouhy, Ernest (1913–1988), deutscher Kulturwissenschaftler, Professor für Sozialpädagogik

### Jouj
- Joujou, Antoine (* 2003), französischer Fußballspieler

### Jouk
- Joukahainen, Vilkku (1879–1929), finnischer Politiker, Mitglied des Reichstags und Minister
- Joukalová, Veronika, tschechische Eiskunstläuferin
- Joukov, Michael (* 1981), deutscher Politiker (Bündnis 90/Die Grünen), MdL Baden-Württemberg
- Joukowsky, Paul von (1845–1912), russisch-deutscher Bühnen- und Kostümbildner

### Joul
- Joulaud, Marc (* 1967), französischer Politiker (UMP), MdEP
- Joule, Alain (* 1950), französischer Komponist und Perkussionist
- Joule, James Prescott (1818–1889), britischer Brauer und PhysikerJames Prescott Joule (1818–1889)

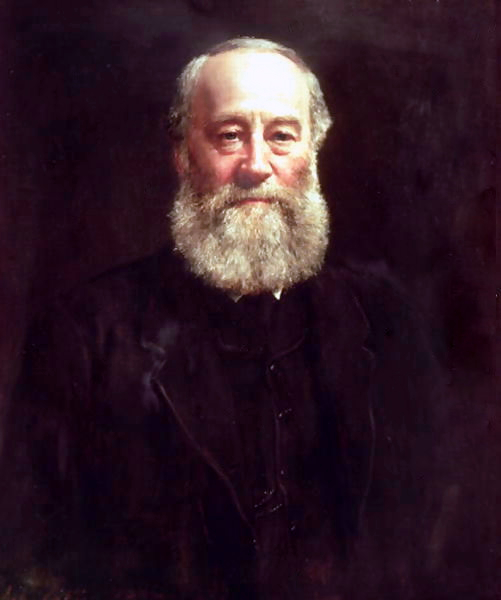
James Prescott Joule (1818–1889)

- Joule, John A. (* 1937), englischer Chemiker
- Joulet, Pierre, französischer Barockautor
- Joulie, Gérard (* 1944), französischer Gastronom
- Joulin, Stéphane (* 1971), französischer Handballspieler
- Joullié, Madeleine M. (* 1927), US-amerikanische Chemikerin
- Joulwan, George A. (* 1939), US-amerikanischer General

### Joum
- Joumaah, Petra (* 1955), deutsche Politikerin (CDU), MdL

### Joun
- Jouneaux, Honoré (1911–1993), französischer römisch-katholischer Ordensgeistlicher, Apostolischer Präfekt von Pala

### Joup
- Jouppi, Norman, US-amerikanischer Computeringenieur
- Jouppila, Jaakko (1923–1950), finnischer Kugelstoßer

### Jour
- Joura, Karlheinz (* 1942), deutscher Pfeifenmacher und Wasserspringer
- Jourat, Stéphane (1924–1995), belgischer Autor
- Jourda, Françoise-Hélène (1955–2015), französische Architektin
- Jourda, Noël de, comte de Vaux (1705–1788), Marschall von Frankreich
- Jourda, Pierre (1898–1978), französischer Romanist und Literarhistoriker
- Jourdain, Eleanor (1863–1924), englisch-britische Schuldirektorin, Hochschullehrerin und AutorinEleanor Jourdain (1863–1924)

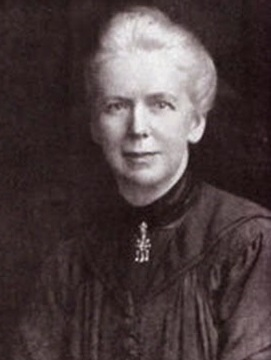
Eleanor Jourdain (1863–1924)

- Jourdain, Francis (1876–1958), französischer Maler, Dekorateur, Möbeldesigner und Autor
- Jourdain, Francis Charles Robert (1865–1940), britischer Amateurornithologe und Oologe
- Jourdain, Frantz (1847–1935), französisch-belgischer Architekt, Schriftsteller, Kunstkritiker
- Jourdain, Joseph Roger (1845–1918), französischer Maler und Illustrator
- Jourdain, Michel junior (* 1976), mexikanischer Rennfahrer
- Jourdain, Philip (1879–1919), englischer Mathematiker
- Jourdán Alvariza, Pablo Alfonso (* 1964), uruguayischer Geistlicher, römisch-katholischer Weihbischof in Montevideo
- Jourdan de la Passardière, Félix-Jules-Xavier (1841–1913), französischer Geistlicher und römisch-katholischer Weihbischof
- Jourdan, André (1920–1954), französischer Jazz-Schlagzeuger
- Jourdan, Antoine-Jacques-Louis (1788–1848), französischer Militärarzt, medizinischer Schriftsteller und Übersetzer
- Jourdan, Berta (1892–1981), deutsche Politikerin und Pädagogin
- Jourdan, Catherine (1948–2011), französische Schauspielerin
- Jourdan, Christian (* 1954), französischer Radrennfahrer
- Jourdan, Claude (1803–1873), französischer Zoologe und Paläontologe
- Jourdan, Gustav (1884–1950), deutscher Künstler und Hochschullehrer
- Jourdan, Hartwig (* 1966), deutscher Politiker (CDU), MdL
- Jourdan, Jean-Baptiste (1762–1833), französischer MarschallJean-Baptiste Jourdan (1762–1833)

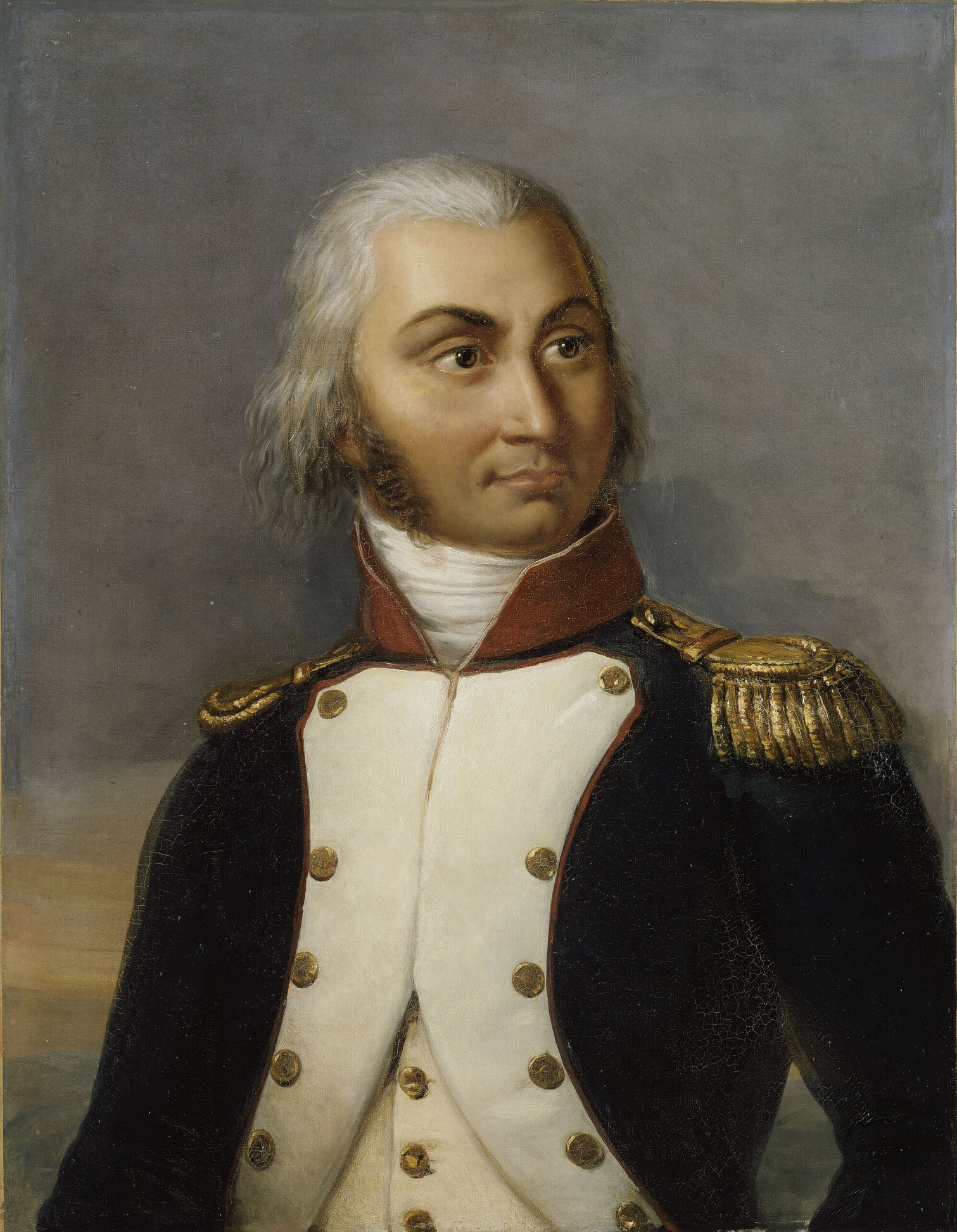
Jean-Baptiste Jourdan (1762–1833)

- Jourdan, Jochem (* 1937), deutscher Architekt und Landschaftsplaner
- Jourdan, Johannes (1923–2020), deutscher evangelischer Theologe, Schriftsteller und Liederdichter
- Jourdan, Louis (1921–2015), französischer SchauspielerLouis Jourdan (1921–2015)

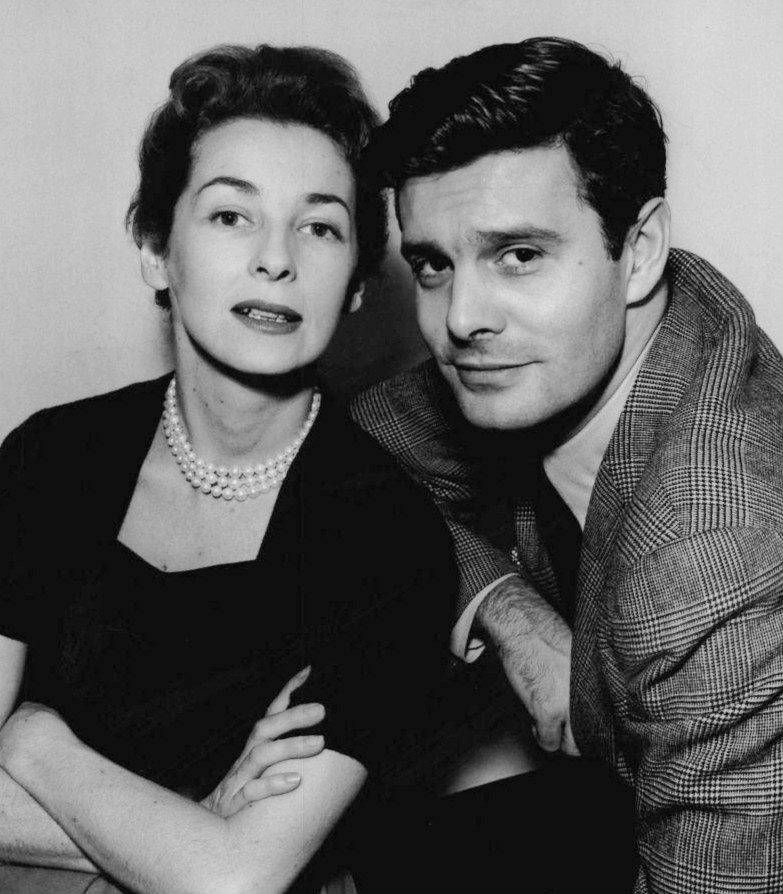
Louis Jourdan (1921–2015)

- Jourdan, Mathieu Jouve (1746–1794), französischer Revolutionär
- Jourdan, Philippe Jean-Charles (* 1960), französischer römisch-katholischer Geistlicher und Bischof von Tallinn
- Jourdan, Reinhold (* 1986), deutscher Taekwondo-Sportler
- Jourdan, Sophie (* 1875), deutsche Medizinerin
- Jourdan, Thomi (* 1974), Schweizer Politiker (EVP)
- Jourdanet, Denis (1815–1892), französischer Arzt
- Jourdant, Fernand (1903–1956), französischer Degenfechter
- Jourdemain, Margery († 1441), Hexe von Eye
- Jourden, Jean (1942–2024), französischer Radrennfahrer
- Jourdheuil, Jean (* 1944), französischer Theaterregisseur, Drehbuchautor und Übersetzer
- Jourdren, Geoffrey (* 1986), französischer Fußballtorhüter
- Jourgensen, Al (* 1958), kubanisch-amerikanischer Musiker
- Jourist, Efim (1947–2007), ukrainischer Komponist, Akkordeonist und Bajan-Spieler
- Jourlin, Jean (1904–1979), französischer Ringer
- Journé, Jean-Lin (1957–2016), französischer Mathematiker
- Journeau, Maurice (1898–1999), französischer Komponist
- Journet, Alain (* 1941), französischer Politiker
- Journet, Charles (1891–1975), Schweizer Kardinal der römisch-katholischen Kirche
- Journoud, Paul (1821–1882), französischer Schachmeister und Journalist
- Journu-Auber, Bernard (1745–1815), französischer Politiker, Gelehrter und Reeder
- Jourová, Věra (* 1964), tschechische Politikerin

### Jous
- Jouseau, Victor (* 1989), französischer Fußballspieler
- Joussard, Célestin-Henri (1851–1932), französischer Ordensgeistlicher, römisch-katholischer Koadjutorvikar von Grouard
- Jousse, Julien (* 1986), französischer Automobilrennfahrer
- Jousse, Mathurin († 1645), französischer Schlosser und Verfasser von Traktaten
- Jousseaume, André (1894–1960), französischer Dressurreiter
- Jousseaume, Félix Pierre (1835–1921), französischer Arzt und Malakologe
- Jousselin, Louis Didier (1776–1858), französischer Bauingenieur
- Joussen, Friedrich (* 1963), deutscher ManagerFriedrich Joussen (* 1963)

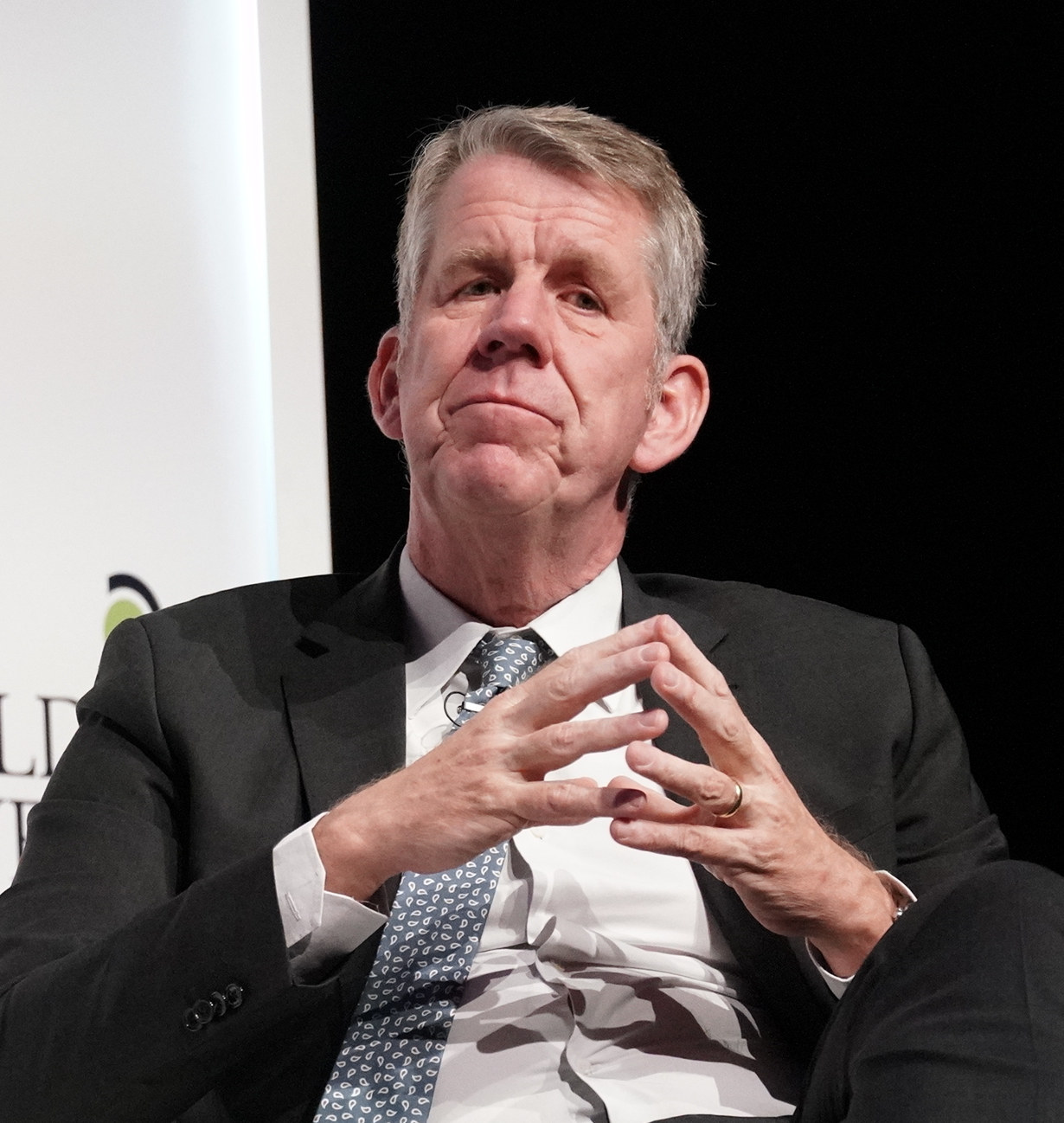
Friedrich Joussen (* 1963)

- Joussen, Jacob (* 1971), deutscher Rechtswissenschaftler
- Joussen, Kurt (1912–2002), deutscher Mediziner und Standespolitiker
- Jousset, Frédéric (* 1970), französischer Geschäftsmann und Philanthrop
- Jousten, Aloys (1937–2021), belgischer Altbischof von Lüttich
- Joustra, Arendo (* 1957), niederländischer Journalist und Chefredakteur
- Joustra, Kitty Lynn (* 1998), niederländische Wasserballspielerin

### Jout
- Jouthe, Joseph (* 1961), haitianischer Politiker
- Joutsen, Jari (* 1978), finnischer Skilangläufer
- Jouty, Baptiste (* 1991), französischer Biathlet
- Joutz, Wilhelm (1850–1916), Landtagsabgeordneter Großherzogtum Hessen

### Jouv
- Jouval, Gaby (1892–1946), schweizerische Modedesignerin und Unternehmerin
- Jouve, Auguste (* 1846), französischer Maler, Bildhauer und Fotograf
- Jouve, Eugène (1813–1887), französischer Journalist und Kriegsberichterstatter
- Jouve, Paul (1878–1973), französischer Maler, Zeichner, Bildhauer und Illustrator
- Jouve, Pierre Jean (1887–1976), französischer Schriftsteller
- Jouve, Richard (* 1994), französischer Skilangläufer
- Jouve, Virginie (* 1983), französische Triathletin
- Jouveau, Marius (1878–1949), französischer Schriftsteller, Romanist und Provenzalist
- Jouveau, René (1906–1997), französischer Schriftsteller, Romanist und Provenzalist
- Jouvenal, Jacques (1829–1905), deutsch-amerikanischer Steinmetz und Bildhauer
- Jouvenel des Ursins d’Harville, Louis-Auguste (1749–1815), französischer General der Kavallerie
- Jouvenel, Bertrand de (1903–1987), französischer Hochschullehrer und politisch-philosophischer Publizist
- Jouvenel, Henry de (1876–1935), französischer Politiker
- Jouvenel, Jean († 1431), französischer Jurist
- Jouvenet, Jean (1644–1717), französischer Maler des Klassizismus
- Jouvet, Émilie (* 1976), französische Filmemacherin und Fotografin
- Jouvet, Louis (1887–1951), französischer Schauspieler, Regisseur, Schauspiellehrer und Theaterleiter
- Jouvet, Michel (1925–2017), französischer Neurowissenschaftler
- Jouvhomme, Chantal (1952–2003), französische Leichtathletin

### Joux
- Joux, Antoine (* 1967), französischer Kryptologe
- Joux, Roselda (* 1950), italienische Skirennläufer

### Jouy
- Jouy Brillon, Anne Louise de (1744–1824), französische Cembalistin, Pianistin und Komponistin
- Jouy, Victor-Joseph Étienne de (1764–1846), französischer Schriftsteller
- Jouyet, Jean-Pierre (* 1954), französischer Politiker

### Jouz
- Jouzel, Jean (* 1947), französischer Klimatologe und Glaziologe